# Il king
Il king è un singolo del rapper italiano Emis Killa, pubblicato il 9 novembre 2012 come secondo estratto dalla riedizione del primo album in studio L'erba cattiva.
Il singolo fa parte della colonna sonora del film I 2 soliti idioti, uscito il 20 dicembre dello stesso anno.

## Classifiche
| Classifica (2013) | Posizione massima |
| ----------------- | ----------------- |
| Italia            | 57                |